# 刊江街道
刊江街道，是中华人民共和国湖北省黄冈市武穴市下辖的一个乡镇级行政单位。

## 行政区划
刊江街道下辖以下地区：
朱木桥社区、余祥村、龙里村、张竹林村、中官村、龚隆村、梅府村、刘桂村、高湖村、魏垸村、团山村、陈高村和泉塘村。